# السياحة في إسكتلندا

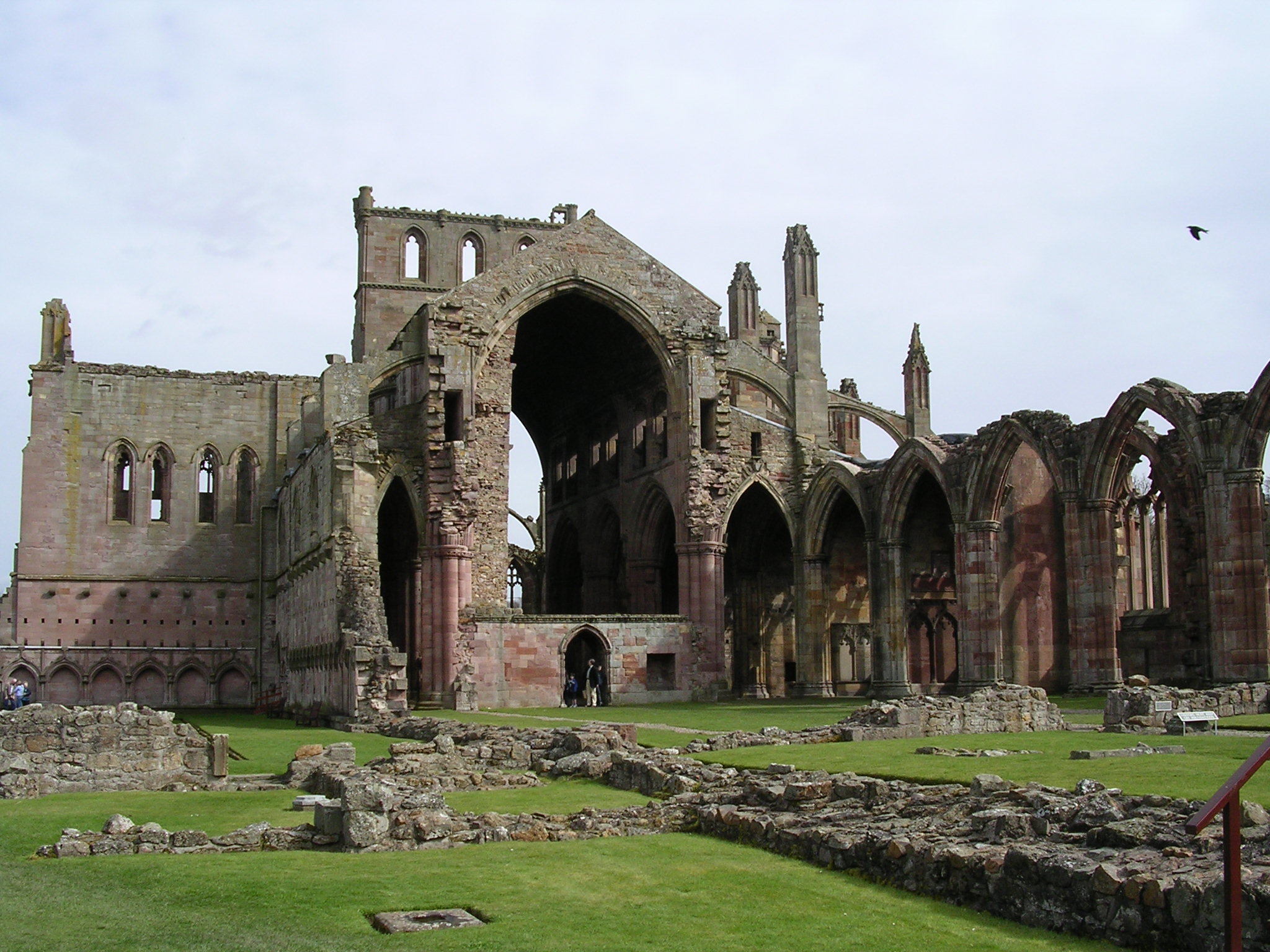
انقاض دير ميلروز.الحدود الاسكتلندية

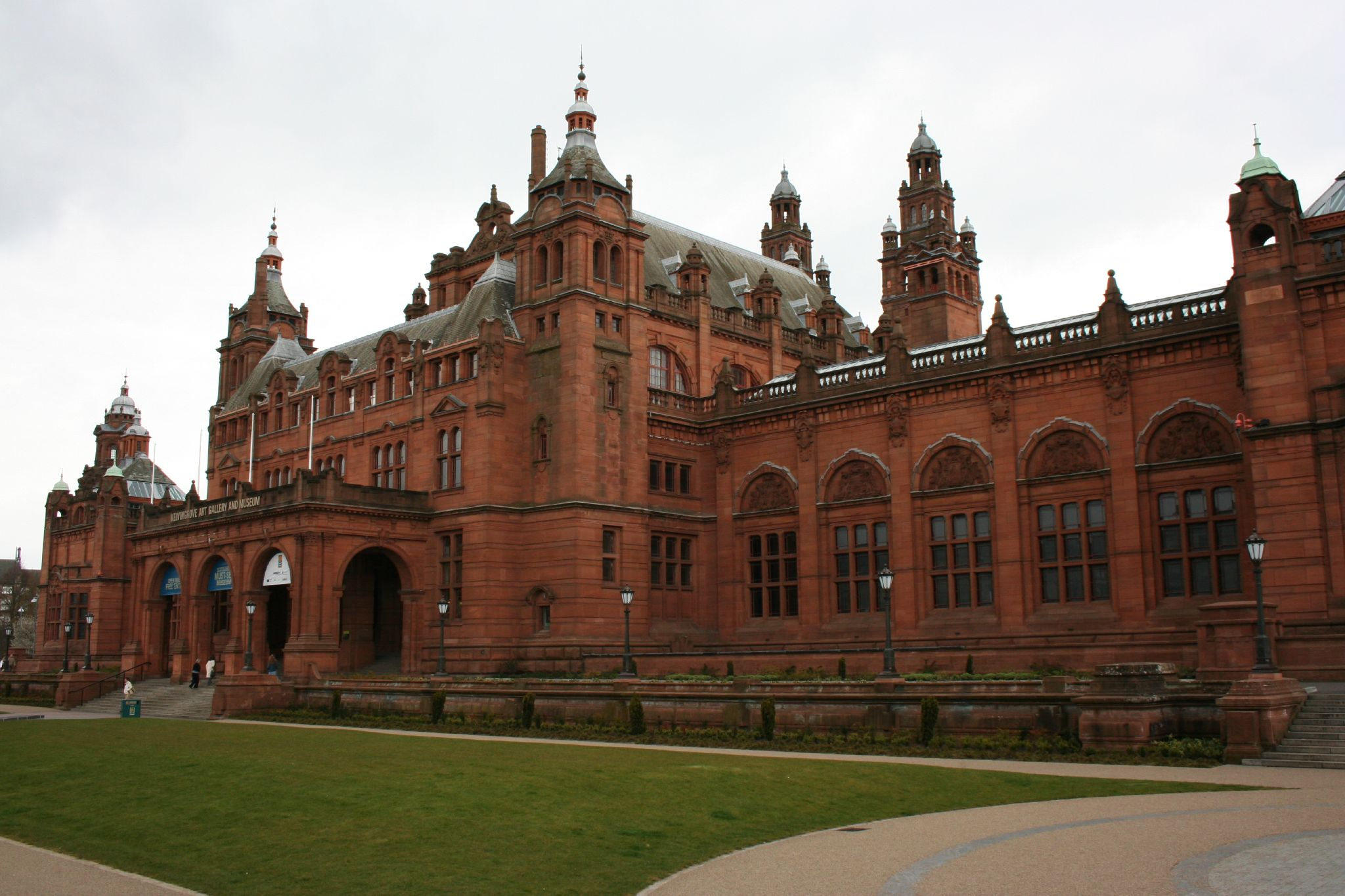
متحف ومعرض الفنون كيلفينغروف .المتحف الاكثر زيارة في اسكتلندا

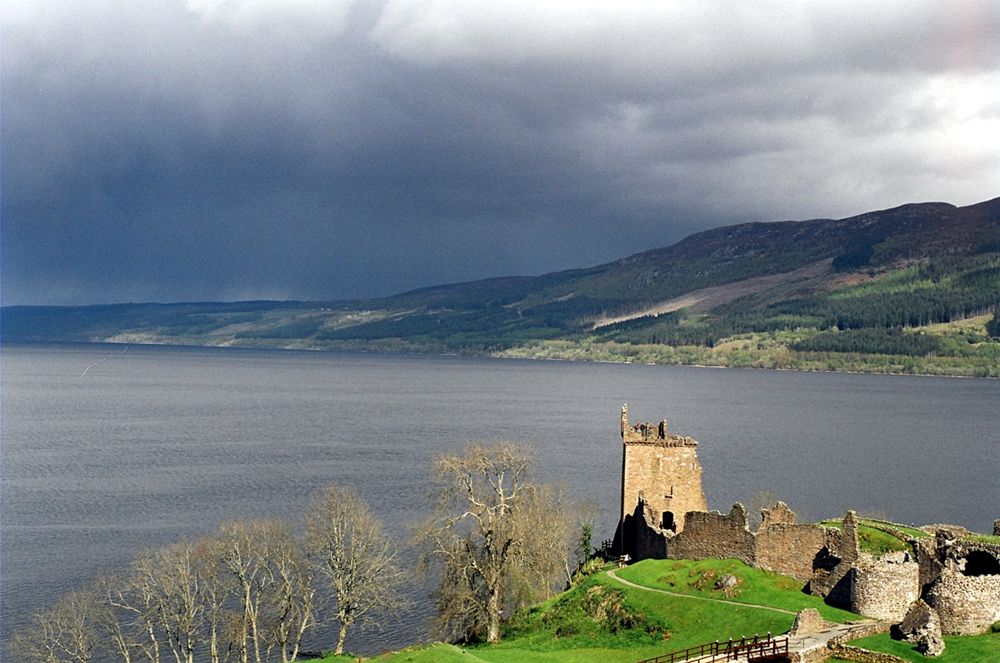
بحيره لوخ نيس الشهيره بالعالم

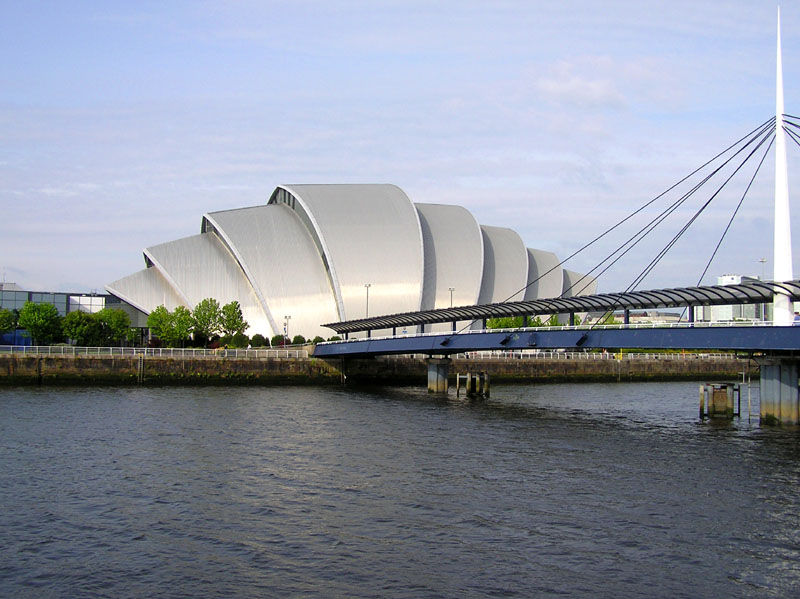
الايقونة قاعه كلايد

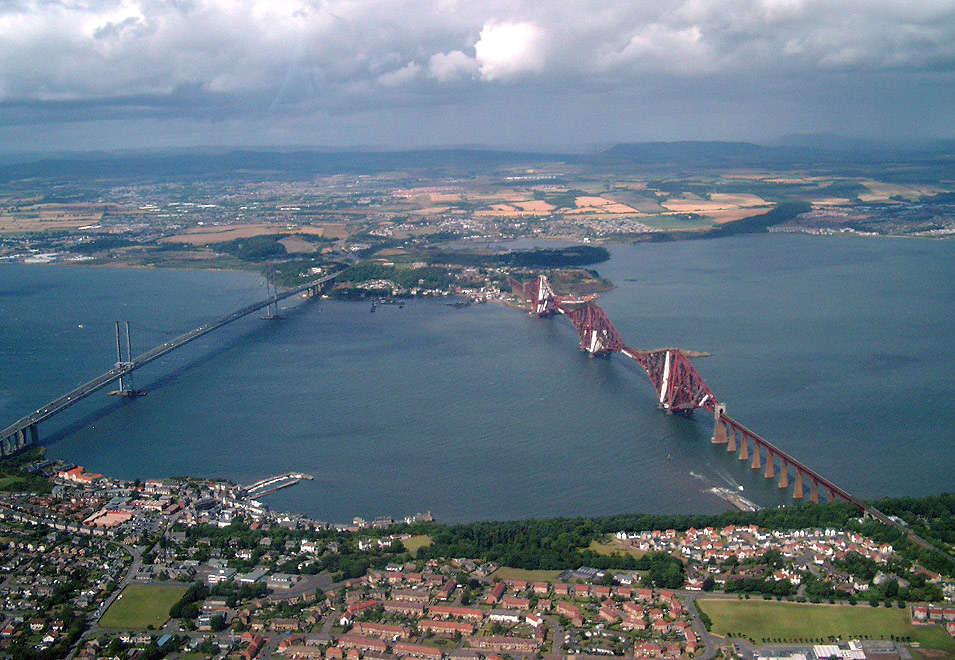
جسر فورث رود وجسر فورث الحديدي.

اسكتلندا هي وجهة سفر سياحية متقدمة بالسياحة وهي مسؤولة عن الحفاظ على 200000 وظيفه من قطاع الخدمة بشكل رئيسي، ينفق السياح بمعدل 460 جنيه استرليني في السنة الواحدة ففي سنة 2002 على سبيل المثال ادلى زوار المملكة المتحدة انهم قاموا بزيارة اسكتلندا بما يقارب 18.5 مليون مرة والبقاء 46,5 مليون ليلة وانفاق مايقارب عن 306 جنيه استرليني وفي المقابل قام السكان من الخارج بزياره اسكتلندا 1058 مليون مره والبقاء 15 مليون ليلة وإنفاق 806 مليون جنيه استرليني. ويشكل عدد الزوار من الولايات المتحده 24% من عدد السواح الذين يفدون إليها من مختلف الأماكن. وذلك جعل الولايات المتحده أكبر مصدر للزوار القادمين من الخارج ثم تليها ألمانيا 9% وفرنسا 8% وكندا 7% واستراليا 6% ومايتبعها من الخلف.
وينظر إلى اسكتلندا كوجهه نظيفه وغير ملوثه بمناظر طبيعيه والتي لديها تاريخ طويل ومعقد وتعتبر مجمع لالآف مواقع الجذب السياحي التاريخيه وتتضمن هذه المواقع الحجر الداثري والواقف وغرف الدفن من العصر البرونزي والحديدي والحجري التي لاتزال قائمه.ويوجد أيضاً العديد من القلاع والمنازل وساحات القتال والآثار والمتاحف التاريخيه. مما يجذب كثير من الناس لثقافه اسكتلندا.
وقد شهدت مدينتي ادنبره وغلاسكو تزايد كبديل عالمي لريف اسكتلندا.يزورها السواح على مدار العام لكن الموسم السياحي الرئيسي هو اجمالاً من أبريل إلى أكتوبر.وعلاوه على هذه العوامل، فقد طورت وكاله السياحة الوطنية (زياره اسكتلندا)استراتيجيه التسويق المتخصصه التي تهدف إلى استغلال الغولف والطعام والشراب السياحي كنقاط لقوة اسكتلندا إلى جانب العديد من الأمور الأخرى. وهنالك ايضاً سبب مهم اخر أدى في ازدياد شعبية السياحة إلى اسكتلندا وهو مايعرف بعلم الانساب فقد يأتي العديد من الزوار وخاصه اولئك الذين من أمريكا الشماليه إلى اسكتلندا لاستكشاف اسرهم وجذور اجدادهم.
واسمت قناه الاخبار السي ان ان الامريكيه اسكتلندا كأول وجهه للسياح للزياره في عام 2013 .
البنيه التحتيه:
ترتبط اسكتلندا بانكلترا بطريق وسكه حديديه وشبكه نقل جوي. كما يعتبر مطار غلاسكو الدولي وغلاسكو بريستويك وادنبره وابردين بمثابه بوابه عالميه رئيسيه لاسكتلندا مع توسعه في سير الشبكة من حيث الروابط الجويه الدوليه مع أوروبا ومع الرحلات اليومية من مختلف مدن أوروبية فالبلاد ترتبط معها بشكل جيد وأيضاً يوجد هناك رحلات مباشره موجهه من المطارات الاسكتلنديه الرئيسية إلى وجهات في أمريكا مثل نيويورك وفيلادلفيا وتورنتو وفانكفور وكالفاري.تبذل المطارات الاسكتلنديه مساهمات كبيرة لجلب المزيد من الزوار إلى البلاد بالتوسيع في ميزانيه الخطوط الجوية.
وكما ترتبط البلاد بالبر الرئيسي في أوروبا وذلك بخدمه عبارة للسيارات والتي تعمل يومياً من روسيث في فايف إلى ميناء زيبروغ البلجيكي بين ستراراير وبلفاست وكيرناريان وويرن حيث ان توقف العبارة إلى غوتنبرغ والسويد من "نيوكاسل "(الواقع شمال شليدر في شمال انكلترا (DFDSالممرات البحريه التي تشغلها الشركات الدنماركيه حالياً).في نهايه أكتوبر 2006 " DFDSخط نيوكاسل-غوتنبرغ "والمحلية في 7 ايلول 2006 "شركه الشحن الدنماركيه DFDS للممرات البحريه لإلغاء طريق عباره الركاب الوحيد بين السويد وبريطانيا مع تسريح من طريق غوتنبرغ- نيوكاسل على الممر الرئيسي لحركه السياحة الإسكتلندي من السويد والنرويج.
وذكرت الشركة ان السبب في ارتفاع اسعار الوقود هو المنافسة الجديده من الخدمات الجويه منخفضه التكلفة خصوصا شركة ريان آير (سير الرحلات الآن إلى ستانستيد من مطار مدينه غوتنبرغ)حيث ان شقيقه شركه الممرات البحريه DFDS و DFDSخط تور ستكمل تشغيل شحن السفن المقرره بين غوتنبرغ والعديد من الموانئ الانجليزيه بما في ذلك نيوكاسل التي لها استيعاب لعدد محدود من الركاب لكن ليس عبر المركبات الخاصة ومن غير الواضح ما ان كانت نيوكاسل كريستا نساند والنرويج هي الطريق.
- العاصمة هي ادنبره.تتشكل المدن الجديده والقديمه من مدينه ادنبره من مواقع التراث العالمي لليونسكو.وتعتبر ادنبره أكبر وجهه سياحيه في اسكتلندا وثاني أكبر وجهه في المملكة المتحده بعد لندن وتتضمن ادنبره أهم مناطق الجذب السياحي مثل قلعة ادنبره وحديقة حيوان ادنبره وقصر هوليوود هاوس كما ان لديها أرض الديناميكي ورويال مايل. كذلك لديها ثلاث جامعات منها جامعه ادنبره التي تأسست عام 1583م.
- تعتبر غلاسكو أكبر مدينة في البلاد وثاني أكبر وجهة سياحية بعد ادنبره وتتضمن مناطق الجذب فيها مثل مجمع باريل وكاتدرائية غلاسكو ومركز غلاسكو للعلوم ومتحف كليفين قروف.كما ان المدينة لديها ثلاث جامعات مثل جامعه غلاسكو التي تأسست عام 1451.
- سترلنق: هي مدينة تاريخيه تقع في وسط اسكتلندا والتي تبعد 30 ميلا غرب-شمال ادنبره.كما انها معروفه باسم (البوابة إلى)وذلك بسبب موقعها الجغرافي بين منطقة منخفضة ومرتفعة اسكتلندية ومن بين مناطق الجذب في سترلنق قلعه سترلنق. وآلاس النصب الوطني وثيفست بوت \ثيستلست سينتر.
- ابردين وهي معروفه باسم (مدينه غرانيت)وتشتهر بهندستها المعمارية القوطية ويعيش فيها مايقارب عن 201000 نسمة وكما تقوم بدور المركز الإداري الرئيسي لشمال شرق اسكتلندا بمرافئها وموانئها الكبيرة وتعتبير ابردين كنقطة انطلاق لكثير من العبارات التي تربط البر الرئيسي الإسكتلندي مع الجزر الشماليه من اوركوني وشتلاند.لدى ابردين جاععتين وعدد كبير من الطلاب من ساكنيها.
- سات اندروز: وهي مدينه صغيره لكنها مزدحمه في شمال شرق فايف ويرتكز اقتصاد بورغ الملكي على صناعه الغولف وكذلك تعتبر سانت اندروز منزل اللعبة الحديثه.لدى جامعه اندروز كليات كثيره منتشره في جمميع انحاء البلاد ومتحف عن تاريخ الجامعة وهو مفتوح لعمه الناس مجانا.
- مدينه دندي وهي معروفه باسم (مدينه الاكتشاف)وهي موطن سكوت الذي اكتشف سفينه القطب الشمالي RRS .لدى دندي جامعتين ومتحف الجوت المسمى (فرادنت وورك)وهو نفطه مرسى لerih (المسار الاوربي للتراث الصناعي).
- مدينه بيرث وهي مدينة صغيرة لكنها تاريخيه على الساحل الشرقي والتي تقع على نهر التاي حيث تعرف بيرث بالحدائق الوفيرة القريبة من قرية سكون والعاصمة القديمه لاسكتلندا والنزل السابق للملوك الإسكتلنديين.
- انفرنيس: وهي المركز الإداري للمرتفعات بالقرب من بحيرة لوخ نيس وتعتبر كمركز للنقل لجزء كبير من المرتفعات بواسطه السكك الحديديه والحافلات المغادرة منها إلى العديد من المرتفعات الشماليه والغربية حيث انها وجهه مشهوره للسياح الراغبين باستكشاف شمال اسكتلندا.
- تقدم آير شاير منظر جميل وانشطه خارجية وتاريخ آسر مع وصلات لوليام والاس وروبرت البروس وأفضل شاعر إسكتلندي معروف روبرت بروس.كما انها تقدم أيضاً بعض من أفضل ملاعب الغولف بالعالم (32 بالمجموع).
- هنالك العديد من المناطق الأخرى المعروفه التي تحظي باهتمام السياح كالمرتفعات والهبريدس مثل جزيرة سكاي وبيرثشاير والحدود الإسكتلندية واوركني وايضا شتلاند وهي وجهه سياحيه معروفة.
- كذلك جبل بيننيفيس وهو اعلى جبل في المملكة المتحده بالرغم من ان هنالك العديد من الجبال الهامة في اسكتلندا ولكن المعايير الدوليه للجبال تعتبرها صغيره نسبياً. وتقدم التشيلن على جزيرة سكاي بعض تحديات تسلق الجبال مثل قمة بيناكل التي يصعب الوصول إليها.
- كما أن اسكتلندا لديها أيضاً بعض المتنزهات الحدائق مثل حديقة M&D التي تقع في بلدة مذرويل شمال لاناركشاير. وأيضاً لديها العديد من البحيرات مثل بحيرة لوخ لوموند وبحيرة لوخ نيس التي يعتبرها البعض انها منزل وحش بحيره لوخ نيس، وأيضاً العديد من الأنهار التي يتواجد بها سمك السلمون وصيد السمك بسنارة الصيد وهذه تشمل تاي وتويد ودون ودي.
- لدى اسكتلندا صيد جيد وخاصه صيد الغزال والدجاج البري.
- اسكتلندا هي موطن للعبة الغولف وذلك نظراً للعديد من الدوريات الشهرية والتاريخيه مثل سانت انروز وغلين ايغلز ورويال ترون وكارنوستي ومويرفيلد والعديد من الدوريات الأخرى في البلاد.

## وصلات خارجية
- Scotland travel and tourism على مشروع الدليل المفتوح
- VisitScotland- The official booking and information site of Scotland's National Tourist Board
- Scotland Guide